# Нагасима, Кэйитиро
Кэйитиро Нагасима (яп. 長島圭一郎, 20 апреля 1982) — японский конькобежец-спринтер. Серебряный призёр Олимпийских игр в Ванкувере на дистанции 500 м, серебряный и бронзовый призёр чемпионатов мира по спринтерскому многоборью.

## Биография
Является трёхкратным чемпионом Японии в спринтерском многоборье.
Выступает на этапах Кубка мира с сезона 2004/2005.
На Олимпийских играх 2006 года участвовал на дистанциях 500 и 1000 метров, став 13-м и 32-м соответственно.
В сезоне 2006/2007 занял второе место по итогам Кубка мира на 500 метров.
В 2009 году занял второе место на чемпионате по спринтерскому многоборью в Москве, в 2010-м стал третьим по спринту.
На Олимпийских играх 2010 в Ванкувере стал серебряным призёром на дистанции 500 метров. Занял 6-е место в первом забеге и выиграл второй забег. Проиграл корейцу Тай Бум Мо по сумме двух дистанций 16 сотых секунды.